# Chin Han (acteur singapourien)
Pour les articles homonymes, voir Chin Han.
Chin Han, né le 27 novembre 1969 à Singapour, est un acteur singapourien. Actif dans le cinéma asiatique, il est également présent dans plusieurs productions américaines.

## Carrière
En 1994, il a été largement acclamé en jouant dans Masters of the Sea, la première série dramatique anglaise complète produite à Singapour.
En 1998, Chin Han fait ses débuts au cinéma américain dans Blindness, une sélection officielle du 2e Festival du film de Hollywood, dans un rôle principal aux côtés de Vivian Wu. Peu de temps après, il a joué dans la mini-série de Singapour, Alter Asians, qui a remporté le prix de la télévision asiatique 2001 du meilleur téléfilm de l'année.
En tant que réalisateur, il a dirigé des premières asiatiques acclamées de pièces de théâtre comme The Blue Room de David Hare et a coproduit l'adaptation musicale officielle de The Wedding Banquet d'Ang Lee.
En tant que producteur, Chin Han a également créé des concerts pour les lauréats des Tony Awards Jason Robert Brown, Cady Huffman et Lillias White en Asie. À Los Angeles, il a été producteur associé (crédité sous le nom de Chin Han Ng) lors des Asian Excellence Awards 2006 mettant en vedette des stars comme Jackie Chan, Maggie Q, Quentin Tarantino et Danny DeVito.
De retour sur grand écran, son solide second rôle dans 3 Needles de Thom Fitzgerald avec Lucy Liu, Sandra Oh et Chloe Sevigny a amené un critique de cinéma à noter que pour son « petit mais important rôle, (Chin Han) tient ses promesses dans SPADES » (I-S Magazine ).
En 2008, Chin Han a endossé le rôle central de Lau dans le film à succès d'été The Dark Knight et a été décrit par le réalisateur Christopher Nolan comme ayant « une grande présence... c'était exactement ce que le personnage exigeait » (South China Morning Post) . L'année suivante, Chin Han rejoint John Cusack, Chiwetel Ejiofor et Woody Harrelson dans le film catastrophe épique 2012 de Roland Emmerich qui a rapporté à ce jour plus de 750 millions de dollars dans le monde.
Après 2012, Chin Han a travaillé avec le réalisateur nommé aux Oscars Gus Van Sant sur le film Restless, produit par Ron Howard et Brian Grazer, et sélectionné officiellement pour le film de gala d'ouverture Un Certain Regard du 64e Festival de Cannes. Le film met également en vedette Mia Wasikowska et Henry Hopper.
Après avoir travaillé avec des réalisateurs primés, il a ensuite rejoint l'ensemble de stars dans le thriller sur les risques biologiques de Steven Soderbergh, Contagion de Warner Bros, dans le rôle de l'épidémiologiste Sun Feng. Le film met également en vedette Matt Damon, Kate Winslet, Marion Cottilard, Jude Law et Gwyneth Paltrow.
À la télévision américaine aux heures de grande écoute, Chin Han a joué dans J.J. Abrams's Fringe et a eu des rôles récurrents dans Last Resort d'ABC et dans la série à succès Arrow de CW. En 2013, il a terminé The Sixth Gun, un pilote basé sur le roman graphique populaire de NBC Universal et a joué Wu Jing dans l'émission en petits groupes de NBC The Blacklist avec James Spader. En 2014, il a joué le rôle du conseiller Yen dans le film Captain America: The Winter Soldier de Marvel Cinematic Universe. Acteur polyvalent, il est également l'un des principaux acteurs de la mini-série comique d'IFC de 2015 The Spoils Before Dying avec Will Ferrell et Kristen Wiig.
De retour en Asie, Chin Han a joué avec Michelle Yeoh dans Final Recipe, un drame intergénérationnel sur des chefs célèbres produit par CJ Entertainment, la plus grande société de divertissement de Corée du Sud. À la tête d'un casting international pour la série révolutionnaire Serangoon Road de HBO Asie, les autres crédits asiatiques de Chin Han incluent la coproduction sino-américaine de la nouvelle chinoise acclamée A Different Sun et A Sweet Life du producteur à succès chinois Ning Hao.
En 2015, Chin Han a été acclamé par la critique pour son rôle mémorable du chancelier Jia Sidao dans la série Netflix Marco Polo et a suivi avec une deuxième collaboration avec le réalisateur Roland Emmerich sur la suite tant attendue d'Independence Day, Independence Day: Resurgence.
Première en mars 2017, il rejoint Scarlett Johansson et la légende japonaise Takashi 'Beat' Kitano dans l'adaptation live-action de Rupert Sander de l'anime Ghost In The Shell pour Paramount/Dreamworks SKG.
Les derniers films de Chin Han sont le film d'action-catastrophe de 125 millions de dollars Skyscraper d'Universal, aux côtés de Dwayne Johnson et Neve Campbell, et Mortal Kombat 2021 de New Line, dans le rôle de Shang Tsung.

## Filmographie

### Cinéma
- 1998 : Blindness : Daniel Hong
- 2005 : 3 Needles : Soldier Xuan
- 2008 : The Dark Knight : Le Chevalier noir de Christopher Nolan : Lau
- 2009 : 2012 de Roland Emmerich : Lin
- 2011 : Contagion de Steven Soderbergh : Sun Feng
- 2011 : Restless de Gus Van Sant : Dr Lee
- 2013 : Final Recipe : David Chan
- 2014 : Captain America : Le Soldat de l'hiver : Yen, un conseiller du conseil de sécurité mondiale
- 2016 : Independence Day: Resurgence de Roland Emmerich : le commandant Jiang Lao
- 2017 : Ghost in the Shell de Rupert Sanders : Togusa
- 2018 : Skyscraper de Rawson Marshall Thurber : Zhao Long Ji
- 2021 : Mortal Kombat de Simon McQuoid : Shang Tsung
- 2025 : Mortal Kombat 2 de Simon McQuoid : Shang Tsung

### Télévision
- 2000 : AlterAsians : Alex
- 2012 : Fringe : Neil Chung
- 2012-2013 : Last Resort : Zheng Min
- 2013 : The Sixth Gun : Chow
- 2013 : Arrow : Frank Chen
- 2013 : Blacklist : Wujing (saison 1, épisode 3)
- 2013 : Serangoon Road : Kay Song
- 2014 : Marco Polo : Jia Sidao
- 2017 : L'Arme fatale : Lieutenant Henry Cho
- 2022 : Blacklist : Wujing (saison 9, épisode 22)

### Jeux vidéo
- 2012 : Sleeping Dogs : Sonny Wo (voix)